# Martin de Jonge

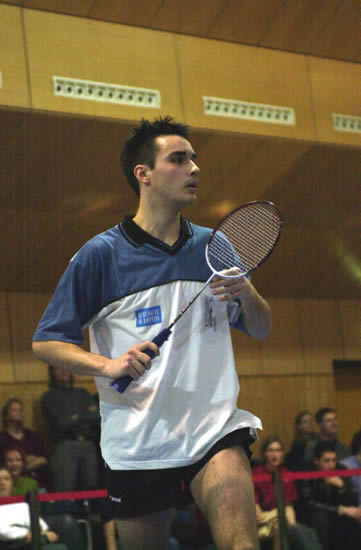
Martin de Jonge im Einsatz in der österreichischen Liga.

Martin de Jonge (* 22. Juni 1981 in Rotterdam) ist ein niederländisch-österreichischer Badmintonspieler.

## Karriere
Martin de Jonge erlernte das Badmintonspiel in den Niederlanden, wechselte aber im Alter von 17 Jahren nach Differenzen mit dem niederländischen Nationalcoach nach Österreich. In seiner neuen Heimat wurde er 2002 und 2003 Juniorenmeister im Herreneinzel. Im letztgenannten Jahr wurde er auch erstmals österreichischer im Herrendoppel mit Heimo Götschl. In der darauffolgenden Saison konnten beide diesen Titel verteidigen. Im österreichischen Nationalteam startete er 2002 im Thomas Cup und 2003 im Sudirman Cup. Nach langwierigen Problemen mit der Achillessehne musste er seine professionelle Badmintonkarriere 2006 beenden. Er spielte in seiner Laufbahn in den Mannschaften von Ribad Ridderkerk, BCR '91 Rotterdam, Velo Den Haag, Hernals Wien, ESBV Panache und BC Schijndel.
Seit der Saison 2018/2019 spielt er in Bremens höchster Liga für den TV Eiche Horn.

## Sportliche Erfolge
| Saison | Veranstaltung                         | Disziplin    | Platz | Name                            |
| ------ | ------------------------------------- | ------------ | ----- | ------------------------------- |
| 2002   | Österreichische Juniorenmeisterschaft | Herreneinzel | 1     | Martin de Jonge                 |
| 2003   | Österreichische Juniorenmeisterschaft | Herreneinzel | 1     | Martin de Jonge                 |
| 2003   | Österreichische Meisterschaft         | Herrendoppel | 1     | Martin de Jonge / Heimo Götschl |
| 2004   | Österreichische Meisterschaft         | Herrendoppel | 1     | Martin de Jonge / Heimo Götschl |